# Lylith Lavey
Lylith Lavey (Schuylkill Haven, Pensilvania; 17 de octubre de 1987) es una actriz pornográfica estadounidense.

## Biografía
Lylith Lavey nació en el borough de Schuylkill Haven (Pensilvania), en el seno de una familia con ascendencia italiana y alemana. Su primer trabajo fue como friegaplatos en un restaurante de comida italiana. Antes de meterse en la industria del porno trabajó en una tienda de tatuajes. Una vez dentro, ya desde 2010, ha rodado más de 300 películas con las principales productoras del sector, como Lethal Hardcore, Smash Pictures, Brazzers, Bang Bros, Reality Kings o Evil Angel.
En 2013, Evil Angel la fichó para el rodaje Titty Creampies 6 junto a otras estrellas del porno, algunas ya veteranas, como Alison Tyler, Amy Anderssen, Ava Addams, Nikki Benz, Romi Rain o Summer Brielle.

## Premios y nominaciones
| Año  | Ceremonia   | Resultado | Premio                      | Trabajo             |
| ---- | ----------- | --------- | --------------------------- | ------------------- |
| 2014 | Premios AVN | Nominada  | Mejor escena de sexo seguro | Unplanned Orgies 17 |